# Чёрный Ключ (приток Шарлы)
Чёрный Ключ — река в России, протекает по Татарстану и Самарской области. Правый приток Шарлы. Длина реки 10 км, площадь водосборного бассейна 43,6 км².

## География
Исток на крайнем западе Лениногорского района Татарстана в 3-3,5 км к северо-западу от посёлка им. Мичурина. Течёт на юг по узкой долине, в среднем течении входит в Шенталинский район Самарской области. Впадает в Шарлу по правому берегу в 8,3 км от её устья. Высота устья — 138 м над уровнем моря. Населённых пунктов в бассейне реки нет.
Имеется пруд в верховьях. Основной приток впадает справа выше пруда.

## Данные водного реестра
По данным государственного водного реестра России относится к Нижневолжскому бассейновому округу, водохозяйственный участок реки — Большой Черемшан от истока и до устья. Речной бассейн реки — Волга от верхнего Куйбышевского водохранилища до впадения в Каспий.
Код водного объекта в государственном водном реестре — 11010000412212100004770.